# Martapura (kabupatenhuvudort i Indonesien)
Martapura är en kabupatenhuvudort i Indonesien.   Den ligger i provinsen Kalimantan Selatan, i den västra delen av landet, 900 km öster om huvudstaden Jakarta. Martapura ligger 6 meter över havet och antalet invånare är 131 449.
Terrängen runt Martapura är platt. Runt Martapura är det tätbefolkat, med 286 invånare per kvadratkilometer. Det finns inga andra samhällen i närheten. Omgivningarna runt Martapura är en mosaik av jordbruksmark och naturlig växtlighet.